# Luhte
Luhte – wieś w Estonii, w prowincji Võru, w gminie Vastseliina.
W pobliżu wsi jest jezioro Luhte.